# 比德利希
比德利希是德国莱茵兰-普法尔茨州的一个市镇。总面积4.02平方公里，总人口182人，其中男性97人，女性85人（2011年12月31日），人口密度45人/平方公里。